# Lasses Birgitta
Lasses Birgitta, död 1550, var troligen den första kända kvinna som avrättades för häxeri i Sverige. Den första personen som avrättades för trolldom var en man, Eric Clauesson, år 1492.
I april 1550 bekände Lasses Birgitta ("Birgitta, Lasses hustru") i Algutsrums socken på Öland i ett förhör för fogden och skrivaren på Kalmar slott, att hon hade försökt väcka en död man till liv på Kastlösa kyrkogård vid midnatt.
Hon hade gått runt platsen tre gånger och sedan blåst in i kyrkportens nyckelhål så att dörren öppnades. Hon hade försökt få tag på stolan till prästdräkten, men inte hittat den, och därför fått gå efter att ha låst dörren på samma sätt hon fått upp den. Vid ett nytt försökt hade hon fått tag på stolan, passerat kyrkan tre varv motsols, avsagt sig Gud och försvurit sig till Djävulen.
Häradsnämnden vägrade att frikänna henne och dömde henne till döden genom halshuggning. De båda manliga bönder som varit med henne vid det första tillfället bötfälldes.
Häxprocesser var ovanliga i Sverige vid den här tiden; de verkliga häxförföljelserna skedde på 1600-talet. Man känner till två eller tre fall då trolldomsmål nämns år 1551. I två brev från kungen nämns trolldomsfall. Det första är riktat till biskopen i Västerås och i detta ber kungen honom att ta hand om ärendet; när biskopen har fått tag på de skyldiga ska han föra dem till kungen. Det andra brevet riktar sig till länsmännen i Västerdalarna. Dessa varnas för de förvillelser dylika trollkvinnor kan sprida bland allmogen och risken för att Gud ska straffa folket, eftersom det tydligen handlar om förkristna sedvänjor. Länsmännen beordras därför att gripa de män eller kvinnor som ägnar sig åt trolldom och hålla dem i säkert förvar till dess biskopen anländer. Båda breven är daterade den 30 januari 1551.
År 1551 gav Gustav Vasa order om att de som misstänktes ha dödat hans sekreterare Clemens Hansson med gift och trolldom skulle arresteras, åtalas, fängslas och torteras, men det verkar inte som om ordern ledde någonvart. En av dessa kvinnor erbjöds av domstolen att svära sig fri med en tolvmannaed. Målet togs dock inte upp förrän 1563, då Hanssons arvingar förde upp det till kungens höga nämnd. Kvinnan erbjöds då att gå igenom den förut föreslagna eden, med villkoret att om hon inte kunde det, skulle hon dömas som skyldig, vilket innebar att hon skulle dömas till böter "efter Sveriges lag".